# Vilma Itälinna
Vilma Emma Lyydia Itälinna (* 23. Mai 2003 in Tampere) ist eine finnische Leichtathletin, die sich auf den Siebenkampf spezialisiert hat.

## Sportliche Laufbahn
Erste internationale Erfahrungen sammelte Vilma Itälinna im Jahr 2022, als sie bei den U20-Weltmeisterschaften in Cali im Halbfinale im 100-Meter-Hürdenlauf disqualifiziert wurde. Im Jahr darauf gelangte sie bei den U23-Europameisterschaften in Espoo mit 5669 Punkten auf den zwölften Platz im Siebenkampf und wurde mit der finnischen 4-mal-100-Meter-Staffel im Finale disqualifiziert. 2025 belegte sie bei den U23-Europameisterschaften in Bergen mit 5807 Punkten den neunten Platz im Siebenkampf.
2023 wurde Itälinna finnische Hallenmeisterin im Fünfkampf sowie 2018 in der 4-mal-200-Meter-Staffel.

## Persönliche Bestleistungen
- 100 m Hürden: 13,31 s (+0,8 m/s), 19. Mai 2023 in Tampere
  - 60 m Hürden (Halle): 8,39 s, 4. Februar 2024 in Tallinn
- Siebenkampf: 5807 Punkte, 20. Juli 2025 in Bergen
  - Fünfkampf (Halle): 4223 Punkte, 19. Februar 2023 in Helsinki